# 伊達村壽
伊達村壽（日语：／ Date Muranaga，1763年2月16日—1836年4月25日）日本江戶時代伊予國宇和島藩第6代藩主。父親是第5代藩主伊達村候（村壽為長男），母親是鍋島宗茂之女護姫。正室為伊達重村之女富子。官位為從四位下、遠江守、侍從、大膳大夫、右近衛權少將。

## 經歷
寶曆13年（1763年）出生，亦有寶曆11年（1761年）出生的說法。幼名兵五郎。
安永6年（1777年）11月15日元服，寬政6年（1794年）繼承藩主一位。真對藩內財政再建發出節約命令，卻因為家老稻井甚太左衛門與番頭萩森氏爭奪藩內主導權的萩森騷動而使改革停滯。
文化14年（1817年）開始以重病為由使長男伊達宗紀掌握藩內實權，並於文政7年（1824年）9月12日將家督之位讓予伊達宗紀，天保7年（1836年）三月初十去世。

## 系譜
- 正室：順子（伊達重村之女） 
  - 女
- 側室：田中氏
  - 伊達宗紀
  - 伊達宗翰
- 側室：淺見氏
- 側室：鬼生田氏
- 側室：滝本氏
- 母不詳
  - 松根候智
  - 蒔田定邦（蒔田定祥養子）
  - 雍（伊達壽光養女、伊達光和妻、志賀為重妻）
  - 純（櫻田親敬養女、望月重威妻）
  - 辰（神尾壽熙養女、神尾氏秘妻）
  - 静（櫻田壽茂妻）

## 相關書籍
- 《伊達村壽公傳》（兵頭賢一）